# La nova creació
La Nova Creació és una revista bimestral il·lustrada cristiana, imprèsa i publicada pels Estudiants Lliures de la Bíblia a través de l'Associació cristiana del Mil·lenni a Nova Jersey i a les seves delegacions d'Austràlia, Àustria, Anglaterra, Alemanya, Itàlia i Romania.
La primera publicació l'any 1940 es va iniciar sota el titul El Nova Creació i Herald del Regne de Déu.